# عشق بی‌پروا
عشق بی‌پروا (به کره‌ای: 함부로 애틋하게) مجموعهٔ تلویزیونی کره‌ای با بازیگری کیم ووبین و به سوزی است. این سریال از ۲۱ ژوئیه تا ۸ سپتامبر ۲۰۱۶ در روزهای چهارشنبه و پنجشنبه از شبکه کی‌بی‌اس۲ پخش شد. با اینکه ریتینگ این سریال کمتر از حد انتظار محلی بود، اما در سراسر آسیا با استقبال خوبی روبرو شد. همزمان با پخش این درام در کره جنوبی از یوکیو چین پخش شد و به مجموع بیش از ۴ میلیارد بازدید رسید و آن را به پربیننده‌ترین درام کره‌ای در سایت چین رساند.

## خلاصه داستان
شین جون یونگ (کیم ووبین) و نوئول (به سوزی) همکلاسی‌هایی بودند که در دوران نوجوانی به دلیل یک رابطه ناسازگار از هم جدا شدند، آن‌ها بعدها در بزرگسالی یکدیگر را ملاقات می‌کنند. ملاقات آن‌ها درست زمانی است که شین جون یونگ محبوب‌ترین خواننده و بازیگر کره شده و نوئول یک مستندساز سطح پایین است که برای بدست آوردن پول هرکاری می‌کند. نوئول دوران نوجوانی سختی داشته و پدرش را در یک حادثه ناگهانی از دست می‌دهد به همین سبب نوئول مجبور می‌شود مدرسه را ترک کند و درآمد زندگی خودش و برادرش را تأمین کند. از طرف دیگر شین جون یونگ که قرار بود طبق خواسته مادرش دادستان شود تا راه پدر ناشناس خود را دنبال کند، اما طی حادثه ناگواری وی از دانشکده حقوق انصراف می‌دهد و خواننده می‌شود. این دو درست زمانی هم را می‌بینند که نوئول باید مستندی را با شین جون یونگ ضبط کند.

## بازیگران

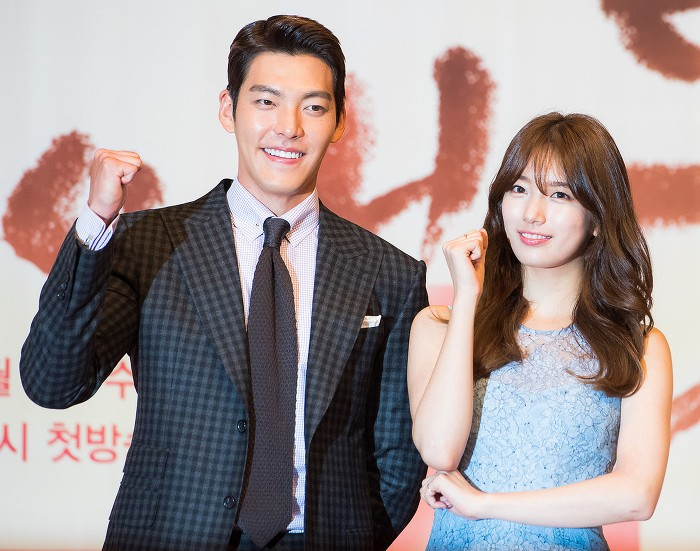
ستاره‌های اصلی کیم وو بین (چپ) و به سوزی (راست) در کنفرانس مطبوعاتی در ۴ جولای ۲۰۱۶.

### اصلی
- کیم وو-بین در نقش شین جون یونگ
- به سوزی در نقش نوئول
- لیم جو-هوان در نقش چوی جی ته[۱۰]
- لیم جو اون در نقش یون جونگ اون[۱۰]

### سایر بازیگران

#### اطرافیان شین جون یونگ
- جین کیونگ در نقش شین یونگ اوک (مادر جون یونگ)[۱۱]
- چوی مو سونگ در نقش جانگ یونگ شیک (پدر جانگ کوک یونگ)[۱۱]
- هوانگ یونگ مین در نقش جانگ یونگ جا
- پارک سو یونگ در نقش سو نام گونگ
- جونگ سو کیو در نقش جانگ کوک یونگ (پسر جانگ یونگ شیک)
- جانگ هی ریونگ در نقش جانگ من اوک[۱۲]

#### اطرافیان نوئول
- لی سو وون در نقش نو جیک (برادر نوئول)
  - کیم هیون بین در نقش جوانی نو جیک
- کیم مین یونگ در نقش گو ناری (دوست نوئول)
  - پارک هوان هی در نقش جوانی گو ناری (قسمت۲)
- کیم جه هوا در نقش کیم بونگ سوک (صاحب مغازه فروشگاه)
- لی وون جونگ در نقش نو جانگ سو (پدر نوئول در قسمت۲)

#### اطرافیان چوی جی ته
- یو اوه سانگ در نقش چوی هیون جون (پدر جی ته)[۱۱]
- جانگ سون کیونگ در نقش لی اون سو (مادر جی ته)[۱۱]
- ریو وون در نقش چوی ها رو (خواهر جی ته)[۱۲]

#### اطرافیان یون جونگ اون
- جانگ دونگ هوآن در نقش یون سانگ هو

### بازیگران فرعی
- لی جین کوآن
- کیم یانگ کوانگ
- سون یونگ سون
- لی الیجا در نقش کیم یونا[۱۳]
- کیم گی بانگ در نقش مدیرعامل شرکت تولید و رئیس نوئول
- لی جه ایک در نقش اون دوک
- اوک جو ری در نقش آجوما (خدمتکار خونه هیون جون)

### بازیگران مهمان
- تائه هان هو در نقش کارگردان درام (قسمت۱)
- کیم مین جه در نقش گانگستر (قسمت۱)
- لی جون هو در نقش لی جون هو (قسمت۴)
- لی یو بی در نقش لی یو بی (قسمت۴)
- کیم بونگ اوک در نقش برادر شوهر لی اون سو (قسمت۹)
- یون پارک در نقش سو یون هو (قسمت۱۳٬۱۲)
- ریو سانگ سو در نقش وکیل (قسمت۱۲٬۱۱)

## تولید
- فیلمبرداری از ۲۶ نوامبر ۲۰۱۵ در دانشگاه کیونگام در چانگ‌وون، استان جیونگسانگ جنوبی، کره جنوبی آغاز شد[۱۴] و در ۱۲ آوریل ۲۰۱۶ به پایان رسید.[۱۵]
- این سریال باعث شد که کیم ووبین با لیم جو اون و به سوزی با جین کیونگ و کیم گی بانگ دوباره همبازی شوند. ووبین با جو اون قبلاً در سریال وارثان و سوزی با جین کیونگ و کی بنگ قبلاً در سریال کتاب خانواده گو بازی کرده بودند.

## ریتینگ
- در جدول زیر، اعداد آبی کمترین رتبه را دارند و اعداد قرمز بالاترین رتبه را نشان می‌دهد.
- NR نشان می‌دهد که درام در ۲۰ برنامه برتر روزانه در آن تاریخ قرار نگرفته‌است.

| قسمت    | تاریخ پخش اصلی  | میانگین سهم مخاطب | میانگین سهم مخاطب | میانگین سهم مخاطب | میانگین سهم مخاطب |
| قسمت    | تاریخ پخش اصلی  | TNmS              | TNmS              | AGB Nielsen       | AGB Nielsen       |
| قسمت    | تاریخ پخش اصلی  | سراسر کشور        | سئول              | سراسر کشور        | سئول              |
| ------- | --------------- | ----------------- | ----------------- | ----------------- | ----------------- |
| ۱       | ۶ ژوئیه، ۲۰۱۶   | ۱۱٫۵٪ (6th)       | ۱۲٫۷٪ (3rd)       | ۱۲٫۵٪ (4th)       | ۱۳٫۸٪ (4th)       |
| ۲       | ۷ ژوئیه، ۲۰۱۶   | ۹٫۳٪ (12th)       | ۹٫۴٪ (8th)        | ۱۲٫۵٪ (5th)       | ۱۲٫۸٪ (4th)       |
| ۳       | ۱۳ ژوئیه، ۲۰۱۶  | ۱۰٫۷٪ (8th)       | ۱۲٫۳٪ (4th)       | ۱۱٫۹٪ (5th)       | ۱۳٫۳٪ (4th)       |
| ۴       | ۱۴ ژوئیه، ۲۰۱۶  | ۹٫۴٪ (11th)       | ۱۰٫۹٪ (7th)       | ۱۱٫۰٪ (6th)       | ۱۲٫۰٪ (4th)       |
| ۵       | ۲۰ ژوئیه، ۲۰۱۶  | ۱۰٫۹٪ (7th)       | ۱۱٫۴٪ (5th)       | ۱۲٫۹٪ (4th)       | ۱۴٫۰٪ (4th)       |
| ۶       | ۲۱ ژوئیه، ۲۰۱۶  | ۱۰٫۰٪ (10th)      | ۱۰٫۹٪ (9th)       | ۱۱٫۱٪ (7th)       | ۱۱٫۵٪ (6th)       |
| ۷       | ۲۷ ژوئیه، ۲۰۱۶  | ۸٫۷٪ (16th)       | ۹٫۴٪ (11th)       | ۸٫۶٪ (12th)       | ۹٫۵٪ (10th)       |
| ۸       | ۲۸ ژوئیه، ۲۰۱۶  | ۸٫۰٪ (19th)       | ۹٫۵٪ (12th)       | ۸٫۹٪ (14th)       | ۱۰٫۱٪ (10th)      |
| ۹       | ۳ اوت، ۲۰۱۶     | ۷٫۰٪ (19th)       | ۸٫۰٪ (13th)       | ۸٫۲٪ (12th)       | ۹٫۰٪ (9th)        |
| ۱۰      | ۴ اوت، ۲۰۱۶     | ۷٫۱٪ (NR)         | ۷٫۶٪ (15th)       | ۸.1% (12th)       | ۹٫۰٪ (11th)       |
| ۱۱      | ۱۰ اوت، ۲۰۱۶    | ۷٫۳٪ (NR)         | ۸٫۱٪ (15th)       | ۷٫۹٪ (15th)       | ۷٫۸٪ (17th)       |
| ۱۲      | ۱۱ اوت، ۲۰۱۶    | ۹٫۶٪ (8th)        | ۹٫۹٪ (5th)        | ۹٫۹٪ (5th)        | ۱۰٫۶٪ (4th)       |
| ۱۳      | ۱۷ اوت، ۲۰۱۶    | ۶٫۸٪ (19th)       | ۶٫۸٪ (18th)       | ۸٫۰٪ (12th)       | ۸٫۶٪ (12th)       |
| ۱۴      | ۱۸ اوت، ۲۰۱۶    | ۶٫۶٪ (NR)         | ۶٫۹٪ (18th)       | ۸٫۷٪ (12th)       | ۹٫۶٪ (9th)        |
| ۱۵      | ۲۴ اوت، ۲۰۱۶    | ۶٫۴٪ (NR)         | ۷٫۱٪ (NR)         | ۸٫۰٪ (16th)       | ۸٫۴٪ (14th)       |
| ۱۶      | ۲۵ اوت، ۲۰۱۶    | ۶٫۱٪ (NR)         | ۷٫۶٪ (NR)         | ۷٫۷٪ (17th)       | ۸٫۴٪ (16th)       |
| ۱۷      | ۳۱ اوت، ۲۰۱۶    | ۷٫۰٪ (NR)         | ۶٫۱٪ (NR)         | ۸٫۰٪ (16th)       | ۸٫۰٪ (17th)       |
| ۱۸      | ۱ سپتامبر، ۲۰۱۶ | ۷٫۲٪ (NR)         | ۶٫۸٪ (18th)       | ۷٫۹٪ (14th)       | ۸٫۵٪ (14th)       |
| ۱۹      | ۷ سپتامبر، ۲۰۱۶ | ۷٫۲٪ (NR)         | ۸٫۰٪ (17th)       | ۸٫۰٪ (16th)       | ۷٫۶٪ (17th)       |
| ۲۰      | ۸ سپتامبر، ۲۰۱۶ | ۷٫۴٪ (20th)       | ۷٫۳٪ (NR)         | ۸٫۴٪ (15th)       | ۹٫۰٪ (14th)       |
| میانگین | میانگین         | ۸٫۲۱٪             | ۸٫۸۴٪             | ۹٫۴۱٪             | ۱۰٫۰۸٪            |

## جوایز و نامزدی‌ها
| سال  | مراسم                                     | عنوان جایزه                                   | گیرنده              | نتیجه    |
| ---- | ----------------------------------------- | --------------------------------------------- | ------------------- | -------- |
| ۲۰۱۶ | پنجمین جشنواره اهدای جوایز ای‌پی‌ای‌ان استار | جایزه برتر بازیگر نقش اول مرد در سریال کوتاه  | کیم ووبین           | نامزدشده |
| ۲۰۱۶ | پنجمین جشنواره اهدای جوایز ای‌پی‌ای‌ان استار | جایزه برتر بازیگر نقش اول زن در سریال کوتاه   | به سوزی             | نامزدشده |
| ۲۰۱۶ | اولین مراسم اهدای جوایز آرتیست آسیا       | جایزه بهترین ستاره                            | به سوزی             | برنده    |
| ۲۰۱۶ | سی‌مین جشنواره اهدای جوایز درامای کی‌بی‌اس   | جایزه برترین بازیگر نقش اول زن در سریال کوتاه | به سوزی             | نامزدشده |
| ۲۰۱۶ | سی‌مین جشنواره اهدای جوایز درامای کی‌بی‌اس   | جایزه برتر بازیگر نقش اول مرد در سریال کوتاه  | کیم ووبین           | نامزدشده |
| ۲۰۱۶ | سی‌مین جشنواره اهدای جوایز درامای کی‌بی‌اس   | جایزه برتر بازیگر نقش اول زن در سریال کوتاه   | به سوزی             | نامزدشده |
| ۲۰۱۶ | سی‌مین جشنواره اهدای جوایز درامای کی‌بی‌اس   | جایزه نتیزن                                   | کیم ووبین           | نامزدشده |
| ۲۰۱۶ | سی‌مین جشنواره اهدای جوایز درامای کی‌بی‌اس   | جایزه نتیزن                                   | به سوزی             | نامزدشده |
| ۲۰۱۶ | سی‌مین جشنواره اهدای جوایز درامای کی‌بی‌اس   | جایزه بهترین زوج                              | کیم ووبین و به سوزی | نامزدشده |

## پخش بین‌المللی
در حالی که رتبه‌بندی این درام در سطح محلی پایین‌تر از انتظارات بود، اما در سایر مناطق آسیا بسیار مورد استقبال قرار گرفت.
- همزمان با پخش این درام در کره جنوبی این سریال از یوکیو چین نیز پخش شد[۷] و به مجموع بیش از ۴ میلیارد بازدید رسید و آن را به پربیننده‌ترین درام کره‌ای در تمام دوران در سایت چین رساند.[۱۷]
- در سنگاپور ،اندونزی ،مالزی و هنگ کنگ هر قسمت برای پخش در ویو با زیرنویس انگلیسی (زیرنویس اندونزیایی در اندونزی ،نویسه‌های چینی سنتی در هنگ کنگ) یک ساعت پس از پخش اصلی در کره جنوبی، در دسترس بود.
- همزمان با پخش این درام در کره جنوبی در تایوان نیز از شبکه ویدئولند پخش می‌شد.[۱۸]
- در تایلند نیز همراه با پخش این درام از شبکه کی‌بی‌اس۲ در کره جنوبی از کانال ۸ پخش شد. این اولین سریال کره ای در تایلند بود که همزمان با کره جنوبی پخش شد.[۱۹]
- در ویتنام، در تاریخ ۷ ژوئیه ۲۰۱۶ در کانال یوتیوب اچتیوی۲ دوازده ساعت بعد از پخش اصلی در کره جنوبی این درام تحت عنوان Yêu Không Kiểm Soát با زیرنویس ویتنامی پخش شد و در تلویزیون با شروع ۲۳ اوت ۲۰۱۶ از ساعت ۲۱:۰۰ (یوتی‌سی ۷:۰۰+) از دوشنبه تا جمعه با دوبله ویتنامی پخش شد.[۲۰]
- در آمریکای شمالی و جنوبی، ساعتی بعد از پخش در کره جنوبی در دراما فیفر با زیرنویس پخش شد.
- در غنا این درام از شبکه جوی پرایم با زیرنویس نمایش داده شد.
- در فیلیپین، این سریال از کانال فری تو ایر از شرکت ای‌بی‌اس-سی‌بی‌ان پخش شد. کانال آسیاولا بخش خانه اول و واقعی آسیاووالاس از ۳۰ ژوئیه تا ۳۱ اوت ۲۰۱۸ این درام را به نمایش کشید.